# Campeonato Sudamericano de Voleibol Masculino Sub-19 de 2006
El XV Campeonato Sudamericano de Voleibol Masculino Sub-19 es un torneo de selecciones que se llevó a cabo en Rosario, Argentina del 8 al 12 de noviembre de 2006. El torneo es organizado por la Confederación Sudamericana de Voleibol (CSV) y otorga dos cupos para el Campeonato Mundial de Voleibol Masculino Sub-19 de 2007.

## Equipos participantes
- Argentina
- Brasil
- Chile
- Ecuador
- Perú
- Uruguay
- Venezuela

## Primera fase

### Definición 5° y 7° puesto
|  | Semifinales | Semifinales |   |      | Final      | Final |  |
|  |             |             |   |      |            |       |  |
|  |             |             |   |      |            |       |  |
|  |             |             |   |      |            |       |  |
|  | Perú        | 1           |   |      |            |       |  |
|  | Uruguay     | 3           |   |      |            |       |  |
|  |             |             |   |      |            |       |  |
|  |             |             |   |      |            |       |  |
|  |             |             |   |      | Uruguay    | 3     |  |
|  |             | Ecuador     | 1 |      |            |       |  |
|  |             |             |   |      |            |       |  |
|  |             |             |   |      |            |       |  |
|  |             |             |   |      | 3.º puesto |       |  |
|  |             |             |   |      |            |       |  |
|  | Paraguay    | 1           |   | Perú | 1          |       |  |
|  | Ecuador     | 3           |   |      | Paraguay   | 3     |  |

### Resultados
| Fase           | Fecha    | Encuentro          | Resultado | Set   | Set   | Set   | Set   | Set | Puntuación total |
| Fase           | Fecha    | Encuentro          | Resultado | 1     | 2     | 3     | 4     | 5   | Puntuación total |
| -------------- | -------- | ------------------ | --------- | ----- | ----- | ----- | ----- | --- | ---------------- |
| 5° al 7° Lugar | 11-11-06 | Uruguay- Perú      | 3 - 1     | 25:17 | 25:16 | 22:25 | 25:21 |     | 97 - 79          |
| 5° al 7° Lugar | 11-11-06 | Ecuador - Paraguay | 3 - 1     | 25:19 | 25:19 | 23:25 | 25:17 |     | 98 - 80          |
| 7° lugar       | 12-11-06 | Paraguay - Perú    | 3 - 1     | 17:25 | 25:23 | 25:17 | 25:23 |     | 92 - 88          |
| 5° Lugar       | 12-11-06 | Uruguay - Ecuador  | 3 - 1     | 17:25 | 25:14 | 25:22 | 25:21 |     | 92 - 82          |

## Fase final

### Final 1.º y 3.º puesto
|  | Semifinales | Semifinales |   |       | Final      | Final |  |
|  |             |             |   |       |            |       |  |
|  |             |             |   |       |            |       |  |
|  |             |             |   |       |            |       |  |
|  | Argentina   | 3           |   |       |            |       |  |
|  | Venezuela   | 1           |   |       |            |       |  |
|  |             |             |   |       |            |       |  |
|  |             |             |   |       |            |       |  |
|  |             |             |   |       | Brasil     | 3     |  |
|  |             | Argentina   | 0 |       |            |       |  |
|  |             |             |   |       |            |       |  |
|  |             |             |   |       |            |       |  |
|  |             |             |   |       | 3.º puesto |       |  |
|  |             |             |   |       |            |       |  |
|  | Brasil      | 3           |   | Chile | 0          |       |  |
|  | Chile       | 0           |   |       | Venezuela  | 3     |  |

### Resultados
| Fase      | Fecha    | Encuentro            | Resultado | Set   | Set   | Set   | Set   | Set | Puntuación total |
| Fase      | Fecha    | Encuentro            | Resultado | 1     | 2     | 3     | 4     | 5   | Puntuación total |
| --------- | -------- | -------------------- | --------- | ----- | ----- | ----- | ----- | --- | ---------------- |
| Semifinal | 11-11-06 | Argentina- Venezuela | 3 - 1     | 22:25 | 25:13 | 25:23 | 25:17 |     | 97 - 78          |
| Semifinal | 11-11-06 | Brasil - Chile       | 3 - 0     | 25:19 | 25:13 | 25:20 |       |     | 75 - 52          |
| 3° lugar  | 12-11-06 | Venezuela - Chile    | 3 - 0     | 25:16 | 25:13 | 25:14 |       |     | 75 - 43          |
| Final     | 12-11-06 | Brasil - Argentina   | 3 - 0     | 25:18 | 25:14 | 25:21 |       |     | 75 - 53          |

## Campeón
| Brasil            |
| Campeón           |
| Brasil 15° título |

## Posiciones finales
| Pos | Equipo    |
| --- | --------- |
|     | Brasil    |
|     | Argentina |
|     | Venezuela |
| 4   | Chile     |
| 5   | Uruguay   |
| 6   | Ecuador   |
| 7   | Paraguay  |
| 8   | Perú      |

## Clasificados alCampeonato Mundial de Voleibol Masculino sub-19 de 2007
| Bandera de Brasil | Bandera de Argentina |
| Brasil            | Argentina            |